# Prodromos Antoniadis
Prodromos Antoniadis (* 1971) ist ein deutscher Schauspieler.

## Leben und Karriere
Prodromos Antoniadis wurde 2004 durch den Dokumentarfilm Die Spielwütigen von Andres Veiel bekannt, für den er vier Jahre zuvor mit anderen Kommilitonen der Hochschule für Schauspielkunst „Ernst Busch“ Berlin während des Studiums (1997 bis 2001) begleitet wurde. Alsbald folgten erste TV-Rollen: Bei SOKO Köln trat er in der Folge Frau im Fadenkreuz auf, in der Serie Stromberg als fieser Kantinenkoch Martin Möllers sowie beim Tatort in den Folgen Ein Glücksgefühl und Das schwarze Grab. In Dr. Psycho spielte er einen Geiselnehmer.
Von 16. November 2009 bis zum 17. September 2010 spielte er in der Sat.1-Daily Soap Eine wie keine die Rolle des Oliver Gradmann.
Antoniadis tritt auch regelmäßig in der ZDF-Serie Löwenzahn auf. Seitdem Fritz Fuchs (Guido Hammesfahr) der Hauptakteur ist, spielt Antoniadis den Bärstädter Polizisten Götz Prutz. Prutz wird in der Folge „Mathe – die rätselhafte Zahlenjagd“ vom Obermeister zum Hauptmeister ernannt.
Prodromos Antoniadis war von 2001 bis 2003 am Schauspielhaus Düsseldorf engagiert.

## Filmografie (Auswahl)
- 2003: Tatort – Sag nichts (Fernsehreihe)
- 2004: Wilsberg – Tod einer Hostess
- 2004: SOKO Köln (Fernsehserie, eine Folge)
- 2004, 2007–2012: Stromberg (Fernsehserie, 5 Folgen)
- 2005: Tatort – Ein Glücksgefühl
- 2007: Die Rettungsflieger (Fernsehserie, 1 Folge)
- 2007: Eine stürmische Bescherung
- 2008: Die Hitzewelle – Keiner kann entkommen
- 2008: Dr. Psycho – Die Bösen, die Bullen, meine Frau und ich – Tiefschläge
- 2008: Tatort – Das schwarze Grab
- 2009: Lila, Lila
- 2009–2010: Eine wie keine (Fernsehserie)
- 2011–2020: Löwenzahn (Fernsehserie, 12 Folgen)
- 2013: Akte Ex (Fernsehserie, Folge Der Informant)
- 2016: Neu in unserer Familie – Ein Baby für alle (Fernsehfilm)
- 2018: SOKO Wismar (Fernsehserie, 1 Folge)
- 2018: A Young Man with High Potential
- 2020: Ökozid (Fernsehfilm)
- 2023: Eine Billion Dollar (Fernsehserie)
- 2023: Verstehen Sie Spaß? (Lockvogel: Griechischer Botschafter, Fernsehshow)
- 2023: SOKO Potsdam (Fernsehserie, Folge Enkeltrick)
- 2024: SOKO Leipzig (Fernsehserie, Folge Geister)